# Pang Jiaying
Pang Jiaying (pinyin:Páng Jiāyíng, född 6 januari 1985 i Shanghai) är en kinesisk simmare som vunnit fyra olympiska medaljer mellan 2004 och 2008.

### Fotnoter
1. ↑  ”Pang Jiaying Bio, Stats, and Results - Olympics at Sports.reference.com”. sportsreference.com. Sportsreference. Arkiverad från originalet den 18 mars 2009. https://web.archive.org/web/20090318194226/http://www.sports-reference.com/olympics/athletes/pa/pang-jiaying-1.html. Läst 22 november 2015.